# Tornimäki
Tornimäki är en kulle i Finland.   Den ligger i den ekonomiska regionen  Helsingfors  och landskapet Nyland, i den södra delen av landet, 24 km norr om huvudstaden Helsingfors. Toppen på Tornimäki är 75 meter över havet.
Terrängen runt Tornimäki är platt. Runt Tornimäki är det tätbefolkat, med 762 invånare per kvadratkilometer. Närmaste större samhälle är Esbo, 18,8 km söder om Tornimäki. I omgivningarna runt Tornimäki växer i huvudsak blandskog.